# Nohoch Tata
Nohoch Tata (pronunciación: Nojoch Tata) es un apelativo en idioma maya que se aplica, entre los mayas de Quintana Roo, México, a la figura del gran sacerdote, esto es, al personaje de mayor jerarquía en la organización eclesiástica de las comunidades indígenas.

## Datos históricos
A partir de la llamada Guerra de Castas, los indígenas mayas del actual estado de Quintana Roo en México, practicaron el culto a la denominada Santa Cruz, mezcla de rito católico y de creencia maya precolombina. En tales ritos de culto la figura que ejercía el cargo sacerdotal más elevado recibió el nombre de Nohoch Tata (gran abuelo).
Alfonso Villa Rojas etnólogo que escribió Los elegidos de Dios, Etnografía de los mayas de Quintana Roo señala que el Nohoch Tata equivale a la figura del Ah Kin, o del sacerdote que oficiaba la misa y cuya misión principal fue la de resguardar y asegurarse de la calidad de los servicios religiosos que corresponden a la Santísima Cruz Protectora.
Es un personaje comunitario que debe tener un prestigio intachable y resulta tabú criticarlo en ninguno de sus actos. No hace la milpa ni se ocupa de ninguna actividad o trabajo común. Todos sus gastos son cubiertos con los dineros que recauda la iglesia por concepto de misas, casamientos, bautizos. Villa Rojas considera que el Nohoch Tata es equiparable al Ahau Kan o gran sacerdote de tiempos prehispánicos quien, como los describe fray Diego de Landa, daba consejos a los señores y respuestas a sus preguntas.
Más recientemente se ha llamado Nohoch Tata, por antonomasia, al personaje de mayor edad y de mayor sabiduría en una comunidad dada.